# Unterseeboot 1304
L'Unterseeboot 1304 ou U-1304 est un sous-marin allemand (U-Boot) de type VIIC/41 utilisé par la Kriegsmarine pendant la Seconde Guerre mondiale.
Le sous-marin est commandé le 2 avril 1942 à Flensbourg (Flensburger Schiffbau-Gesellschaft), sa quille posée le 17 mai 1943, il est lancé le 4 août 1944 et mis en service le 6 septembre 1944, sous le commandement de l'Oberleutnant zur See Walter Süss.
L'U-1304 n'a ni coulé ni endommagé de navire, n'ayant pris part à aucune patrouille de guerre.
Il est sabordé en mai 1945.

## Conception
Unterseeboot type VII, l'U-1304 avait un déplacement de 759 tonnes en surface et 860 tonnes en plongée. Il avait une longueur hors-tout de 67,20 m, un maître-bau de 6,20 m, une hauteur de 9,60 m et un tirant d'eau de 4,74 m. Le sous-marin était propulsé par deux hélices de 1,23 m, deux moteurs diesel Germaniawerft F46 de 6 cylindres en ligne de 1 400 cv à 470 tr/min, produisant un total de 2 060 à 2 350 kW en surface et de deux moteurs électriques Allgemeine Elektricitäts-Gesellschaft GU 460/8-276 de 375 cv à 295 tr/min, produisant un total 550 kW, en plongée. Le sous-marin avait une vitesse en surface de 17,7 nœuds (32,8 km/h) et une vitesse de 7,6 nœuds (14,1 km/h) en plongée. Immergé, il avait un rayon d'action de 80 milles marins (150 km) à 4 nœuds (7,4 km/h; 4,6 milles par heure) et pouvait atteindre une profondeur de 230 m. En surface son rayon d'action était de 8 500 milles nautiques (soit 15 700 km) à 10 nœuds (19 km/h).
L'U-1304 était équipé de cinq tubes lance-torpilles de 53,3 cm (quatre montés à l'avant et un à l'arrière) et embarquait quatorze torpilles. Il était équipé d'un canon de 8,8 cm SK C/35 (220 coups), d'un canon de 20 mm Flak C30 en affût antiaérien et d'un canon 37 mm Flak M/42 qui tire à 15 350 mètres avec une cadence théorique de 50 coups par minute. Il pouvait transporter 26 mines TMA ou 39 mines TMB. Son équipage comprenait 4 officiers et 40 à 56 sous-mariniers.

## Historique
L'U-1304 est l'un d'une dizaine de sous-marins allemands équipé d'un revêtement de caoutchouc de 4 mm d'épaisseur. La technologie des tuiles anéchoïques est développée par l'Allemagne durant la Seconde Guerre mondiale, sous le nom de code Alberich (un sorcier invisible de la mythologie allemande). Celles-ci réduisent les sons dans la plage de fréquences de 10 à 18 kHz à 15 % de leur puissance initiale. Cette plage de fréquences correspond à celles des premiers sonars ASDIC utilisés par les Alliés. Grâce à ce revêtement, la portée opérationnelle des ASDIC était réduite de 2 000 mètres à 300 mètres.
Ce revêtement équipait les sous-marins suivant : Type IIB — U-11; Type VIIC — U-480, U-485 et U-486; Type VIIC/41 — U-1105, U-1106, U-1107, U-1304, U-1306 et U-1308; Type XXIII — U-4704 (en), U-4708 et U-4709 (en).
Le sous-marin suit sa période d'entraînement initial à la 4. Unterseebootsflottille basé à Stettin.
Étant toujours en formation à la fin de la guerre, il n’a jamais pris part à une patrouille ni à un combat.
Le 5 mai 1945, il est sabordé dans la baie de Kupfermühlen (fjord de Flensbourg) à la position géographique 54° 49′ N, 9° 26′ O, suivant les ordres de l'Amiral Karl Dönitz (Opération Regenbogen).
L'épave est renflouée en 1948 puis démolie en 1953.

## Affectations
- 4. Unterseebootsflottille du 6 septembre 1944 au 5 mai 1945 (Période de formation).

## Commandement
- Oberleutnant zur See Walter Süss du 6 septembre 1944 au 5 mai 1945.